# Rio Ghemeş
O Rio Ghemeş é um rio da Romênia, afluente do Lechinţa, localizado no distrito de Bistriţa-Năsăud.